# دوهوا-دونگ (سئول)
دوهوا-دونگ (سئول) (به لاتین: Dohwa-dong) یک منطقهٔ مسکونی در کره جنوبی است که در Mapo District واقع شده‌است.